# Molaria
Genre
Espèce
Molaria est un genre éteint d'arthropodes de forme mérostomoïde. Il a été découvert dans les schistes de Burgess datés du Cambrien moyen, il y a environ 505 Ma (millions d'années).

## Description
Il possédait un bouclier céphalique bien développé, de forme hémisphérique. Son corps, de forme ovoïde, était formé de huit segments et se terminait par un telson cylindrique prolongé par une pointe postérieure articulée et très longue, dépassant la longueur du corps. La tête portait une paire de courtes antennes, suivie de 3 paires d’appendices biramés.